# Metazygia benella
Metazygia benella là một loài nhện trong họ Araneidae.
Loài này thuộc chi Metazygia. Metazygia benella được Herbert Walter Levi miêu tả năm 1995.